# Maň-pupu-ňor
Maň-pupu-ňor (ruskou cyrilicí Маньпупунёр, což v mansijštině znamená Malá hora idolů), také Sedm silných mužů nebo Sloupy zvětrávání, je návrší se sedmi unikátními skalními útvary, které se nachází v Pečoro-ilyčské rezervaci na jihovýchodě ruské autonomní republiky Komi. Jednotlivé skály jsou vysoké 30 až 42 metrů, štíhlé a nepravidelného tvaru. Jde o svědecké hory, poslední pozůstatky pohoří existujícího před 200 miliony let, z něhož se v důsledku eroze zachovaly pouze nejpevnější části tvořené svorem.
Mansové považují toto místo za posvátné. Vztahuje se k němu legenda, podle níž se obr Torev ucházel o Aim, dceru náčelníka Mansů, ale byl odmítnut. Rozhodl se tedy, že ji unese, a vzal si na pomoc šest svých bratrů, ochranní duchové Mansů však všechny vetřelce proměnili v kameny.
V roce 2008 byl objekt zařazen na seznam Sedm divů Ruska. Zájem turistů o Maň-pupu-ňor roste, navzdory špatné dopravní dostupnosti a obavám správy rezervace z poškození přírody.  
V roce 2013 vylezl německý horolezec Stefan Glowacz na vrchol jedné za skal, což vzbudilo protesty domorodců, kteří to označili za znesvěcení kultovního místa.